# 73686 Nussdorf
73686 Nussdorf è un asteroide della fascia principale. Scoperto nel 1990, presenta un'orbita caratterizzata da un semiasse maggiore pari a 2,5732152 UA e da un'eccentricità di 0,2190307, inclinata di 3,53201° rispetto all'eclittica.